# Artie Shaw and His Gramercy Five
Artie Shaw and His Gramercy Five war ein Jazzensemble des Bandleaders Artie Shaw im Combo-Format, das er in wechselnden Besetzungen von 1940 bis 1954 vor allem für Studioaufnahmen zusammenstellte.

## Bandgeschichte

### 1940
Wie andere Big-Band-Leader des Swing (wie Benny Goodman, Tommy Dorsey mit seinen Clambake Seven und Bob Crosby mit den Bobcats) stellte auch Artie Shaw 1940 nach seiner Rückkehr aus Mexiko ein sechsköpfiges Ensemble aus Mitgliedern seines Orchesters zusammen; er benannte es nach der New Yorker Telefonzentrale. Nach Ansicht von Gunther Schuller stellte dieses Sextett den Jazz-„Nukleus“ des Shaw-Orchesters dar, wobei es ein Kunstgriff war, statt des Piano ein Cembalo zu verwenden, das von Johnny Guarnieri gespielt wurde. Stilistisch war die Musik der [ersten] Gramery Five „ein Amalgam aus den Sextetten von Benny Goodman und John Kirby sowie verschiedener Boogie-Woogie-Aufnahmen.“
Für Artie Shaw stellte die Sextett-Formation die Möglichkeit dar, sich mehr als dies in seinem Orchester möglich war, als Klarinettist herauszustellen, schrieb Gary Giddins; „obwohl er sich selbst nie mehr als 16 Takte zustand, war er der herausragende Spieler – zu den Höhepunkten zählten seine wehklagenden Voicings für Klarinette, Gitarre, Trompete und seine überschwängliche und unerwartete Klezmer-Wendung am Schluss von „Dr Livingstone, I Presume?““.

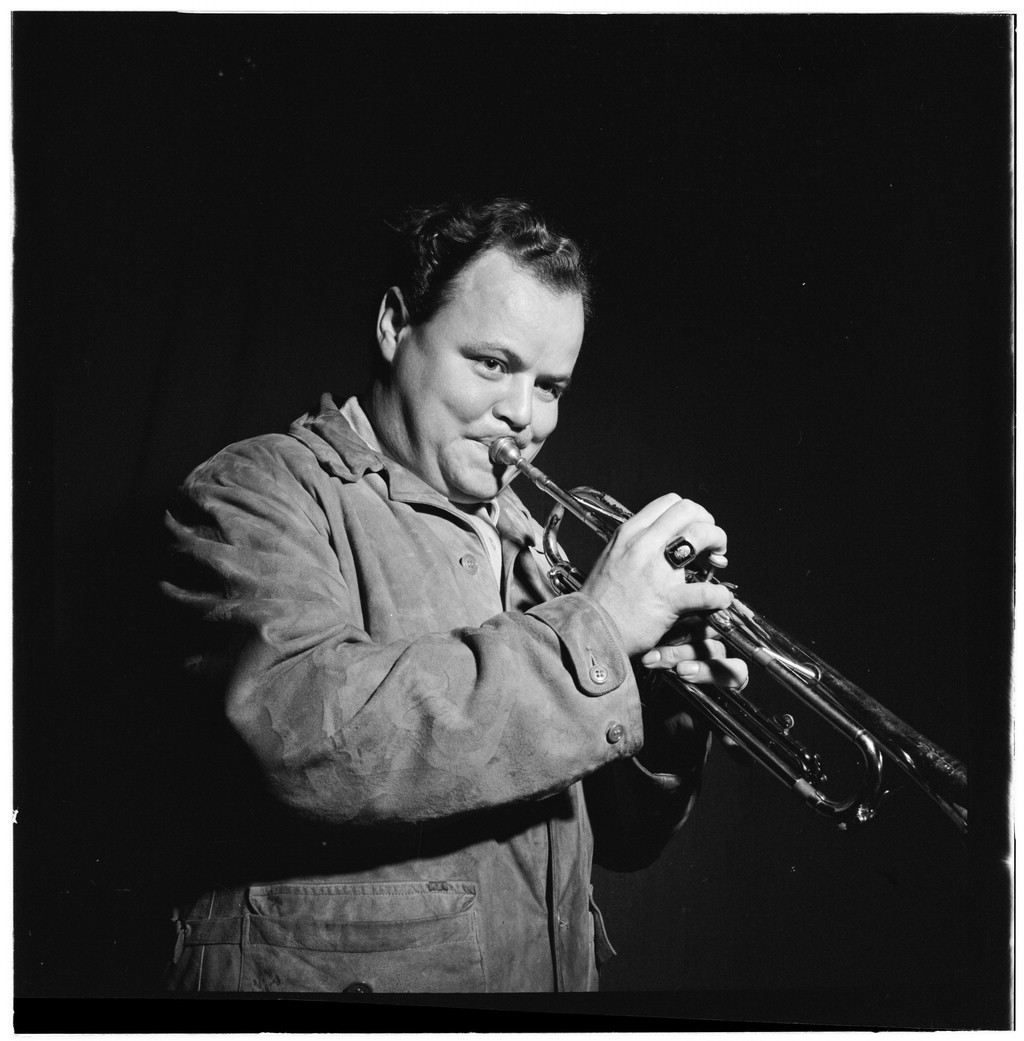
Billy Butterfield, New York, ca. März 1947. Foto: William P. Gottlieb.

Die Entstehung der Gramercy Five geht auf den 19. September 1939 zurück, als Shaw in der Radiosendung Old Gold „Melody & Madness“ Show in New York City auftrat; das Shaw-Orchester spielte dabei eine englische Version des damals in den USA populären russischen Volkslieds „The Song of the Volga Boatmen“, bei der die King Sisters lediglich von der Rhythmusgruppe begleitet wurden.
Die Formation hinterließ nur wenige Plattenaufnahmen; der Diskograph Tom Lord listet zwischen September 1940 und Juni 1954 insgesamt zwölf Aufnahmesessions der Band. In der Urbesetzung bestand diese Formation bei ihrer ersten Plattensession für Victor Records am 3. September 1940 aus Johnny Guarnieri, Billy Butterfield (Trompete), Artie Shaw (Klarinette, Arrangement), Al Hendrickson (Gitarre), Jud DeNaut (Bass) und Nick Fatool (Schlagzeug). Eingespielt wurden vier Titel, „Special Delivery Stomp“, „Summit Ridge Drive“, „Keepin’ Myself for You“ und „Cross Your Heart“. Die 78er-Veröffentlichung von Shaws Komposition „Summit Ridge Drive“ (benannt nach der Straße, in der Shaws Wohnhaus in Hollywood stand) war auch kommerziell sehr erfolgreich; der Titel gelangte im Januar 1941 auf Position 10 der US-Charts, wo er sieben Wochen blieb. Mitte April 1944 stand „Summit Ridge Drive“ erneut in den amerikanischen Hitparaden (#29).
Für Victor nahmen Shaw und die Gramercy Five außerdem am 5. Dezember 1940 in Hollywood vier weitere Nummern auf, „When the Quail Come Back to St. Quentin“ (was 1940 auch als V-Disc (#468A) erschien), die populären Titel „(When Your Heart’s on Fire) Smoke Gets in Your Eyes“ und „My Blue Heaven“ sowie Shaws Komposition „Dr Livingstone, I Presume?“, benannt nach dem Henry-Morton-Stanley-Zitat. 1941 gelangte „Smoke Gets in Your Eyes“ in die amerikanischen Hitparaden (#24); außerdem erschien die Single „My Blue Heaven“ (Victor 27405). Im selben Jahr löste Shaw das Ensemble zunächst auf.
Kurz vor seinem Tod 1988 äußerte sich Billy Butterfield zur Arbeit mit den Gramercy Five:
„Es war eine großartige kleine Band. Wir probten eine Menge, wir arbeiteten daran, und jede Nummer, die wir spielten, war gut vorbereitet, bevor wir es machten. Artie war ein Perfektionist, wie Benny Goodman. Beide waren Perfektionisten. Er behandelte uns sehr gut. Einmal sagte er mir ‚du weißt, um ein guter Spieler zu sein, brauchst du Praxis und musst immer mit dem Horn leben‘.“

### 1945
In New York City stellte Artie Shaw für eine weitere Victor-Session am 9. und 10. Januar 1945 eine Neuauflage der Gramercy Five zusammen; mit einem „stärkeren Personal, das an der Verbindungslinie zwischen den Höhepunkten des Swing und den Versprechungen des Bebop stand,“ so Gary Giddins.
Die beiden Titel „The Grabtown Grabble“ und „The Sad Sack“ wurden von Roy Eldridge (Trompete), Artie Shaw, Dodo Marmarosa (Piano), Barney Kessel (Gitarre), Morris Rayman (Bass) und Lou Fromm (Schlagzeug) eingespielt. Shaw, Eldridge, Kessel und Marmarosa steuerten die Arrangements bei. Kommerziell waren die neuen Aufnahmen jedoch wenig erfolgreich; Shaws damaliges Publikum wollte dessen Radiohits hören, etwa „Frenesi“ oder die Cole-Porter-Nummer „My Heart Belongs to Daddy“, mit der Shaws Orchester 1946 auf #22 der US-Charts gelangte.
Zwei Monate später entstanden in dieser Besetzung zwei weitere Titel, „I Was Doing All Right“ und „You Took Advantage of Me“ bei einem NBC-Mitschnitt in Hollywood.
Am 31. Juli und 2. August 1945 fanden in gleicher Besetzung weitere Aufnahmen statt; zunächst spielte man den Titel „Scuttlebutt“ ein, zei Tage später „The Gentle Grifter“, „Hop, Skip and Jump“ und zwei Takes von „Misterioso“.

### 1949–1954
Im Dezember 1949 nahm Shaw Radio-Transkiptionen auf, insgesamt fünf Titel darunter der Standard „Smoke Gets in Your Eyes“ und das „Pied Piper Theme“. Kurz darauf, im Januar 1950, in ähnlicher Besetzung, fand in New York City eine Aufnahmesession für Decca Records statt.
Die Decca-Session war nach Ansicht von Gary Giddins „desaströs“; die Gramercy Five waren zu einer Begleitband heruntergetrimmt worden. Eingespielt wurden die zwei Nummern „There Must Be Something Better Than Love“ (Dorothy Fields/Morton Gould) und „Nothin’ from Nothin’“ mit Mary Ann McCall (Gesang). Dieser Auflage der Gramercy Five gehörten Don Fagerquist (Trompete), Gil Barrios (Piano), Jimmy Raney (Gitarre), Dick Nivison (Bass) und Irv Kluger (Schlagzeug) an. Im April wurde noch in Septett-Besetzung die Nummer „Crumbum“ eingespielt, außerdem noch die Nummer „Sheckomeeko Shuffle“. Dabei wurde Fagerquist durch Lee Castle, Nivison durch Teddy Kotick und Irv Kluger durch Dave Williams ersetzt; hinzu kam der Tenorsaxophonist Don Lanphere.

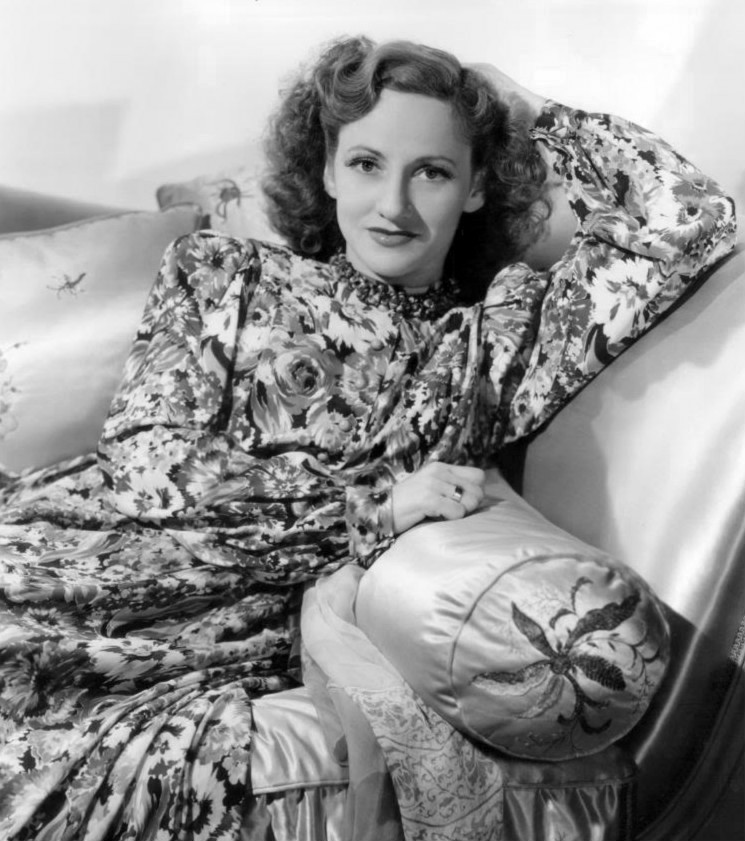
Connee Boswell (1941)

Ende Januar 1951 begleitete Artie Shaw mit seinen Gramercy Five die Pop-Vokalisten June Hutton („My Kinda Love“/„Dancing on the Ceiling“) und Don Cherry („I Apologize“/„Bring Back the Thrill“) bei vier Titeln; in seiner Band spielten nun Stan Freeman (Piano), Danny Perri (Gitarre), Bob Haggart (Bass) und Bunny Shawker (Schlagzeug). Ebenfalls für Decca begleiteten Shaws Gramercy Five (diesmal in der Besetzung Bob Kitsis (Piano), George Barnes, Trigger Alpert, Buddy Schutz) die Sängerin Connee Boswell am 1. August 1952 bei den Titeln „Where There’s Smoke There’s Fire“ und „My Little Nest of Heavenly Blue“. Eine weitere Session fand wenig später in New York mit Tal Farlow, Hank Jones, Joe Roland, Tommy Potter und Irv Kluger statt; die Aufnahmen für die EP wurden in den Vereinigten Staaten bei Bell Records, in Europa auf Guilde de Jazz bzw. Jazztone veröffentlicht.
Im Juni 1954, mit den Aufnahmen für das Clef-Album Artie Shaw and his Grammercy Five Album #3 stellte Shaw letztmals eine Gramercy Five zusammen. Mit dem Klarinettisten im Studio waren Hank Jones, Joe Puma, Tommy Potter und Irv Kluger. Das Programm für die LP bestand meist aus populären Jazzstandards wie „My Funny Valentine“, „Too Marvellous for Words“, „Yesterdays“, „Tenderly“ und „Bewitched, Bothered and Bewildered“.

## Würdigung
Bereits bei dem Erscheinen der zweiten Auflage der Gramercy Five mit Roy Eldridge lobte der Autor des Musikmagazins Billboard 1945, Artie Shaws Wiederbelebung der Band für eine Art von Kammermusik stelle ein „genuines Jazz-Vergnügen“ dar. Der Autor lobte auch das Unisono-Spiel im lebendigen Titel The Grabtown Grabble.
Richard Grudens (1999) hob unter dem „leichtgewichtigen, Jazz-orientierten Material“ vor allem die Titel Summit Ridge Drive, Special Delivery Stomp, My Blue Heaven und das flotte The Grabtown Grabble hervor, erwähnt aber auch die Bedeutung on Shaws New Yorker Session mit Tal Farlow, Hank Jones und Joe Puma.
Für Bruce Eder, den Kritiker des AllMusic, sind vor allem die 1945 mit Roy Eldridge eingespielten Titel interessant. Ebenfalls in Allmusic hob Scott Yanow neben diesen Aufnahmen in seiner Besprechung der Edition The Complete Gramercy Five Sessions auch die Titel von 1940, My Blue Heaven, Smoke Gets in Your Eyes und den Hit Summit Ridge Drive hervor. Hingegen seien Shaws spätere Gramercy Fives nicht von der gleichen Qualität, wie die beiden berühmten ersten Ausgaben.
Für die Kritiker Richard Cook und Brian Morton klängen die Gramercy Five Sessions „überraschend frisch, vor allem dank der unbeirrbaren Geschicklichkeit des Bandleaders und des erzeugten Beats von Butterfield (der wie Cootie Williams in Goodmans kleinem Ensemble klingt) und Eldridge.“ Damalige Youngster wie Dodo Marmarosa und Barney Kessel würden mit solistischen Einlassungen glänzen.
Stuart Nicholson nahm die LP This Is Artie Shaw and His Gramercy Five mit den vier RCA-Sessions vom September und Dezember 1940 und Juni/August 1945 in sein Buch Essential Jazz Records auf; er ist der Ansicht, dass Shaw mit den wenigen Aufnahmen der Band eine Konsistenz erreichte, die Benny Goodman umging und Lionel Hampton nie erreichte. Vielmehr als Goodman mit seinem Sextett/Septett sei die Musik Shaws eingängig, aber kraftvoll; und wenn es auch, besonders bei den beiden frühen Sessions war wenige langgezogene Solos gäbe, klinge das ständige Wechselspiel dieser gerade angelegten Mosaiken immer zielgerichtet, wie in When the Quail Come Back to St. Quentin oder das flotte, dynamische Special Delivery Stomp niemals nur rastlos. Die Instrumente seien immer in einer solchen Vielfalt, Bandbreite von Klangfarben und verschiedener Emphase derart nebeneinandergestellt, dass es großartig sei, wie das Ohr des Hörers durchgehend gefordert sei. Stuart Nicholson lobt an dieser Stelle auch den nicht ganz unumstrittenen Einsatz des Cembalos in den Sessions von 1940; Guarnieri spiele das schwierige Instrument mit genau der richtigen Einstellung; in Summit Ridge Stomp sei er exzellent, sowohl in seinem Solo als auch im Dialog mit den Bläsern und DeNauts Kontrabass.

## Veröffentlichungen als Schellackplatte
| Titel, Komponist(en) A-Seite                                                         | Titel, Komponist(en) B-Seite                                                  | Label, Nummer       | VÖ   | Bemerkungen                                                                                 |
| ------------------------------------------------------------------------------------ | ----------------------------------------------------------------------------- | ------------------- | ---- | ------------------------------------------------------------------------------------------- |
| Special Delivery Stomp (Shaw)                                                        | Keepin’ Myself For You (Sidney Clare, Vincent Youmans)                        | RCA-Victor 26762    | 1940 |                                                                                             |
| Summit Ridge Drive (Shaw)                                                            | / Cross Your Heart (Buddy DeSylva, Lewis E. Genster)                          | RCA-Victor 26763    | 1940 |                                                                                             |
| Dr. Livingston, I Presume? (Shaw)                                                    | When the Quail Come Back to San Quentin (Shaw)                                | Victor 27289        | 1940 | Bei Dr. Livingston, I Presume? lautete die Bandbezeichnung Artie Shaw’s New Music.          |
| Dancing in the Dark (Arthur Schwartz, Howard Dietz)                                  | When Your Heart’s On Fire Smoke Gets in Your Eyes (Jerome Kern, Otto Harbach) | Victor 27335        | 1941 | Der Titel Dancing in the Dark stammt von Artie Shaw & His Orchestra                         |
| Moonglow (Eddie DeLange, Irving Mills, Will Hudson)                                  | My Blue Heaven (George Whiting, Walter Donaldson)                             | Victor 27405        | 1941 | Der Titel Moonglow stammt von Artie Shaw & His Orchestra                                    |
| Grabtown Grapple (Artie Shaw, Buster Harding)                                        | The Sad Sack (Artie Shaw, Buster Harding)                                     | Victor 20-1647      | 1945 | NYC, 9. Januar 1945, mit Jud Denaut, Lou Fromm, Barney Kessel, Dodo Marmarosa, Roy Eldridge |
| Hop, Skip and Jump (Shaw, John Carleton)                                             | Mysterioso (Shaw, John Carleton)                                              | Victor 20-1800      | 1946 | Aufgenommen am 2. August 1945                                                               |
| The Gentle Grifter (Shaw)                                                            | Scuttlebutt (Shaw)                                                            | Victor 20-1929      | 1946 | The Gentle Grifter wurde am 2. August 1945 aufgenommen.                                     |
| Cross Your Heart (DeSylva, Genster) / When the Quail Come Back to San Quentin (Shaw) | On the Upbeat (Al Killian)                                                    | V Disc 468          | 1845 | Die B-Seite stammte vom Count Basie Orchestra                                               |
| Nothin’ from Nothin’                                                                 | There Must Be Something Better Than Love                                      | Decca 24870         | 1950 | [ 24 ]                                                                                      |
| Crumbum (Shaw)                                                                       | Sheckomeeko Shuffle (Shaw)                                                    | Decca 76100         | 1951 | beide Titel wurden am 7. April 1950 aufgenommen.                                            |
| Bring Back the Thrill                                                                | I Apologize                                                                   | Decca 27484         | 1951 | Die beiden Titel erschienen bei Decca unter Don Cherrys Namen.                              |
| My Kinda Love                                                                        | Dancing on the Ceiling                                                        | Decca 27580         | 1951 | Titel mit June Hutton (Gesang)                                                              |
| Where There’s Smoke There’s Fire (Symes, Neiberg, Levinson)                          | My Little Nest of Heavenly Blue                                               | Decca 28377         | 1952 | Mit Connee Boswell                                                                          |
| Bésame mucho (Velazquez)                                                             | That Old Feeling (Brown, Sammy Fain)                                          | Bell Records 1023   | 1952 | Mit Tommy Potter, Tal Farlow, Hak Jones, Joe Roland, Irv Kluger                             |
| Tenderly (Jack Lawrence, Walter Lloyd Gross)                                         | Stop and Go Mambo (Shaw)                                                      | Bell Records 1027   | 1954 | dto.                                                                                        |
| Summit Ridge Drive (Shaw)                                                            | Special Delivery Stomp (Shaw)                                                 | RCA Victor 447-0058 | 1955 | Neuauflage des Erfolgstitels Summit Ridge Drive                                             |

## Diskographische Hinweise
- This Is Artie Shaw and His Gramercy Five (RCA Victor EPBT 3013, 1952)
- Artie Shaw and His Gramercy Five # 2 (Clef Records MG C-160, 1953)
- Artie Shaw and His Gramercy Five Album #3 (Clef Records MG C-630, 1954)
- Artie Shaw and His Gramercy Five Album #4 (Clef Records MG C-645, 1955)
- Artie Shaw and His Gramercy Five (RCA Victor LP-M 1241, 1940–45, ed. 1956)
- The Complete Gramercy Five Sessions (Bluebird, ed. 1989)